# القبيلة تستجوب القتيلة
القبيلة تستجوب القتيلة، مجموعة نصوص وحوارات من مؤلفات الشاعرة والكاتبة العربية السورية غادة السمان، صدرت في عام 1981، عن منشورات غادة السمان في بيروت، لبنان.